# Christoph Magirius
Christoph Magirius (* 20. Februar 1937 in Meerane) ist ein evangelisch-lutherischer Pfarrer und ehemaliger Superintendent.
Nach dem Abitur studierte der Pfarrerssohn Magirius von 1955 bis 1960 Theologie an der Martin-Luther-Universität Halle. Ab 1960 durchlief er das Vikariat in Pillnitz und Dresden-Neustadt. 
Von 1962 bis 1972 arbeitete er als Pfarrer in drei Dorfgemeinden bei Leipzig (unter anderem in Rückmarsdorf), bevor er 1972 Studentenpfarrer in Leipzig wurde. Von 1979 bis 1990 war er Superintendent in Karl-Marx-Stadt und von 1990 bis 1999 Pfarrer der St.-Andreas-Kirchgemeinde Chemnitz-Gablenz.
Während der Wendezeit in der DDR 1989/1990 war er Mitorganisator des „Runden Tisches“ in Karl-Marx-Stadt, der den Dialog zwischen der Bürgerrechtsbewegung und den Vertretern des Staates ermöglichte.
Die Stadt Chemnitz ernannte Magirius am 3. Oktober 1990 zum Ehrenbürger.